# Skeneopsis
Skeneopsis är ett släkte av snäckor som beskrevs av Tom Iredale 1915. Skeneopsis ingår i familjen Skeneopsidae.
Skeneopsis är enda släktet i familjen Skeneopsidae.
Kladogram enligt Catalogue of Life och Dyntaxa:
| Skeneopsis | \| \| Skeneopsis alaskana \| \| \| \| \| \| Skeneopsis planorbis \| \| \| \| |
|            | \| \| Skeneopsis alaskana \| \| \| \| \| \| Skeneopsis planorbis \| \| \| \| |
|            | Skeneopsis alaskana                                                          |
|            |                                                                              |
|            | Skeneopsis planorbis                                                         |
|            |                                                                              |